# Fjädervikt i fristil i brottning vid olympiska sommarspelen 1996
Herrarnas brottningsturnering i fristil i viktklassen fjädervikt vid olympiska sommarspelen 1996 avgjordes i Atlanta i Georgia World Congress Center. 

## Medaljörer
| Klass      | Guld             | Silver                   | Brons                    |
| Fjädervikt | Tom Brands · USA | Jang Jae-Sung · Sydkorea | Elbrus Tedeyev · Ukraina |

## Resultat
Guld- och silvermedaljörerna korades genom en klassisk turnering där vinnaren i finalen erhöll guld, och förloraren silver. Förlorarna från omgång ett fram till semifinalen fick återkvala och vinnaren fick till slut brons.
- TO — Vinst genom fall
- PA — Vinst genom att motståndaren skadats

### Huvudtabell

#### Runda 1
| Brottare 1                 | Poäng  | Brottare 2             |
| -------------------------- | ------ | ---------------------- |
| Takahiro Wada (JPN)        | 11 - 0 | Şerban Mumjiev (ROU)   |
| Enrique Cubas (PER)        | 7 - 7  | Jan Krzesiak (POL)     |
| Aroutioun Barseguian (CYP) | 2 - 5  | Jang Jae-Sung (KOR)    |
| Tjaart du Plessis (RSA)    | 1 - 5  | Elbrus Tedeyev (UKR)   |
| István Demeter (HUN)       | 3 - 0  | Anibál Nieves (PUR)    |
| Abbas Hajkenari (IRI)      | 0 - 3  | Tom Brands (USA)       |
| Martin Müller (SUI)        | 0 - 6  | Sergey Smal (BLR)      |
| Marty Calder (CAN)         | 2 - 4  | Jürgen Scheibe (GER)   |
| Magomed Azizov (RUS)       | 10 - 0 | Vath Chamroeun (CAM)   |
| Giovanni Schillaci (ITA)   | 10 - 0 | Leonid Zaslavsky (AUS) |
| Ramil Islamov (UZB)        |        | Bye                    |

#### Åttondelsfinaler
| Brottare 1               | Poäng  | Brottare 2           |
| ------------------------ | ------ | -------------------- |
| Ramil Islamov (UZB)      | 2 - 3  | Takahiro Wada (JPN)  |
| Enrique Cubas (PER)      | 0 - 3  | Jang Jae-Sung (KOR)  |
| Elbrus Tedeyev (UKR)     | 11 - 1 | István Demeter (HUN) |
| Tom Brands (USA)         | 5 - 0  | Sergey Smal (BLR)    |
| Jürgen Scheibe (GER)     | 2 - 8  | Magomed Azizov (RUS) |
| Giovanni Schillaci (ITA) |        | Bye                  |

#### Kvartsfinaler
| Brottare 1               | Poäng | Brottare 2           |
| ------------------------ | ----- | -------------------- |
| Giovanni Schillaci (ITA) | 4 - 3 | Takahiro Wada (JPN)  |
| Jang Jae-Sung (KOR)      | 3 - 1 | Elbrus Tedeyev (UKR) |
| Tom Brands (USA)         |       | Bye                  |
| Magomed Azizov (RUS)     |       | Bye                  |

#### Semifinaler
| Brottare 1               | Poäng | Brottare 2           |
| ------------------------ | ----- | -------------------- |
| Giovanni Schillaci (ITA) | 1 - 1 | Jang Jae-Sung (KOR)  |
| Tom Brands (USA)         | 4 - 1 | Magomed Azizov (RUS) |

#### Final
| Brottare 1          | Poäng | Brottare 2       |
| ------------------- | ----- | ---------------- |
| Jang Jae-Sung (KOR) | 0 - 7 | Tom Brands (USA) |

### Återkval

#### Omgång 2
| Brottare 1                 | Poäng  | Brottare 2              |
| -------------------------- | ------ | ----------------------- |
| Şerban Mumjiev (ROU)       | 12 - 1 | Jan Krzesiak (POL)      |
| Aroutioun Barseguian (CYP) | 3 - 1  | Tjaart du Plessis (RSA) |
| Anibál Nieves (PUR)        | 8 - 3  | Abbas Hajkenari (IRI)   |
| Martin Müller (SUI)        | 0 - 6  | Marty Calder (CAN)      |
| Vath Chamroeun (CAM)       | TO     | Leonid Zaslavsky (AUS)  |

#### Omgång 3
| Brottare 1             | Poäng  | Brottare 2                 |
| ---------------------- | ------ | -------------------------- |
| Şerban Mumjiev (ROU)   | 2 - 7  | Aroutioun Barseguian (CYP) |
| Anibál Nieves (PUR)    | 0 - 3  | Marty Calder (CAN)         |
| Leonid Zaslavsky (AUS) | 0 - 10 | Ramil Islamov (UZB)        |
| Enrique Cubas (PER)    | 1 - 11 | István Demeter (HUN)       |
| Sergey Smal (BLR)      | 8 - 1  | Jürgen Scheibe (GER)       |

#### Omgång 4
| Brottare 1                 | Poäng  | Brottare 2           |
| -------------------------- | ------ | -------------------- |
| Aroutioun Barseguian (CYP) | 4 - 10 | Marty Calder (CAN)   |
| Ramil Islamov (UZB)        | 6 - 1  | István Demeter (HUN) |
| Sergey Smal (BLR)          | 0 - 3  | Takahiro Wada (JPN)  |
| Elbrus Tedeyev (UKR)       |        | Bye                  |

#### Omgång 5
| Brottare 1           | Poäng | Brottare 2          |
| -------------------- | ----- | ------------------- |
| Elbrus Tedeyev (UKR) | 5 - 4 | Ramil Islamov (UZB) |
| Marty Calder (CAN)   | 3 - 7 | Takahiro Wada (JPN) |

#### Omgång 6
| Brottare 1               | Poäng  | Brottare 2           |
| ------------------------ | ------ | -------------------- |
| Giovanni Schillaci (ITA) | 3 - 10 | Elbrus Tedeyev (UKR) |
| Takahiro Wada (JPN)      | 10 - 0 | Magomed Azizov (RUS) |

#### Bronsmatch
| Brottare 1           | Poäng | Brottare 2          |
| -------------------- | ----- | ------------------- |
| Elbrus Tedeyev (UKR) | 3 - 1 | Takahiro Wada (JPN) |